# Bendix Woods
 (avril 2021).
La mise en forme du texte ne suit pas les recommandations de Wikipédia : il faut le « wikifier ».
Les points d'amélioration suivants sont les cas les plus fréquents :
- Les titres sont pré-formatés par le logiciel. Ils ne sont ni en capitales, ni en gras.
- Le texte ne doit pas être écrit en capitales (les noms de famille non plus), ni en gras, ni en italique, ni en « petit »…
- Le gras n'est utilisé que pour surligner le titre de l'article dans l'introduction, une seule fois.
- L'italique est rarement utilisé : mots en langue étrangère, titres d'œuvres, noms de bateaux, etc.
- Les citations ne sont pas en italique mais en corps de texte normal. Elles sont entourées par des guillemets français : « et ».
- Les listes à puces sont à éviter, des paragraphes rédigés étant largement préférés. Les tableaux sont à réserver à la présentation de données structurées (résultats, etc.).
- Les appels de note de bas de page (petits chiffres en exposant, introduits par l'outil «  Source ») sont à placer entre la fin de phrase et le point final[comme ça].
- Les liens internes (vers d'autres articles de Wikipédia) sont à choisir avec parcimonie. Créez des liens vers des articles approfondissant le sujet. Les termes génériques sans rapport avec le sujet sont à éviter, ainsi que les répétitions de liens vers un même terme.
- Les liens externes sont à placer uniquement dans une section « Liens externes », à la fin de l'article. Ces liens sont à choisir avec parcimonie suivant les règles définies. Si un lien sert de source à l'article, son insertion dans le texte est à faire par les notes de bas de page.
- La présentation des références doit suivre les conventions bibliographiques. Il est recommandé d'utiliser les modèles {{Ouvrage}}, {{Chapitre}}, {{Article}}, {{Lien web}} et/ou {{Bibliographie}}. Le mode d'édition visuel peut mettre en forme automatiquement les références.
- Insérer une infobox (cadre d'informations à droite) n'est pas obligatoire pour parachever la mise en page.

Pour une aide détaillée, merci de consulter Aide:Wikification.
Si vous pensez que ces points ont été résolus, vous pouvez retirer ce bandeau et améliorer la mise en forme d'un autre article.
 (mars 2021).
Pour les articles homonymes, voir Bendix.
Le parc du comté Bendix Woods est le nom d'un parc situé dans le canton d'Olive, dans le comté de St. Joseph (Indiana), au sud de New Carlisle, aux États-Unis . Le parc est sous le contrôle du Département des parcs et des loisirs du comté de St. Joseph.
Le nom Bendix Woods vient de la Bendix Corporation qui a fait don du terrain au comté pour la création d'un parc. Cependant, l'importance historique du parc remonte à sa création par la Studebaker Corporation, anciennement située à proximité de South Bend, Indiana, en tant que première installation d'essai de modèles pour une société automobile américaine.
Studebaker a développé les 840 acres (3,3993593928 km2) de terrain en 1926 en tant que tout premier terrain d'essai automobile contrôlé pour sa gamme de produits, devançant Packard (futur partenaire commercial de Studebaker) d'un an. Studebaker a fortement promu le terrain comme un «laboratoire d'essai extérieur d'un million de dollars» dans les publicités. La piste d'essai qui traversait le terrain simulait une variété de terrains et de conditions routières. Studebaker a aménagé le parc en conservant les caractéristiques naturelles et a planté un immense bosquet d'arbres qui épelle «STUDEBAKER» vu d'en haut.
À la suite de la fermeture des installations de production américaines de Studebaker en 1963, le terrain a été acquis par Bendix Corporation, qui l'a utilisé à des fins commerciales. En 1996, Bosch a acheté la propriété; en 2015, Navistar l'a acquis de Bosch et l'a rebaptisé "Navistar Proving Grounds".
Le parc abritait également des montagnes russes pour toboggans qui n'ont jamais été ouvertes après que les propriétaires aient été éjectés lors d'un essai.

## Studebaker Clubhouse
Le Studebaker Clubhouse est un club-house historique. Construit en 1926, il s'agit d'un bâtiment en brique de style néo-colonial de deux étages en forme de «U». La façade avant comporte un porche à ossature d'un étage soutenu par des colonnes d' ordre toscan. Le bâtiment a été rénové en 1947, 1961 et 1966-1967. Il a été construit pour permettre aux quelque 100 employés du terrain d'essai de manger, de se détendre en dehors des heures de travail, d'y rester par mauvais temps et de lieu de pension s'ils le souhaitent. Il abrite actuellement le Centre Nature des parcs et des bureaux.
Il a été inscrit au registre national des lieux historiques en 1985 avec le bosquet d'arbres.

## Bosquet d'arbres Studebaker
En 1938, l'entreprise a planté 8 000 pins selon un schéma qui, vu d'en haut, épelait "STUDEBAKER",,,.

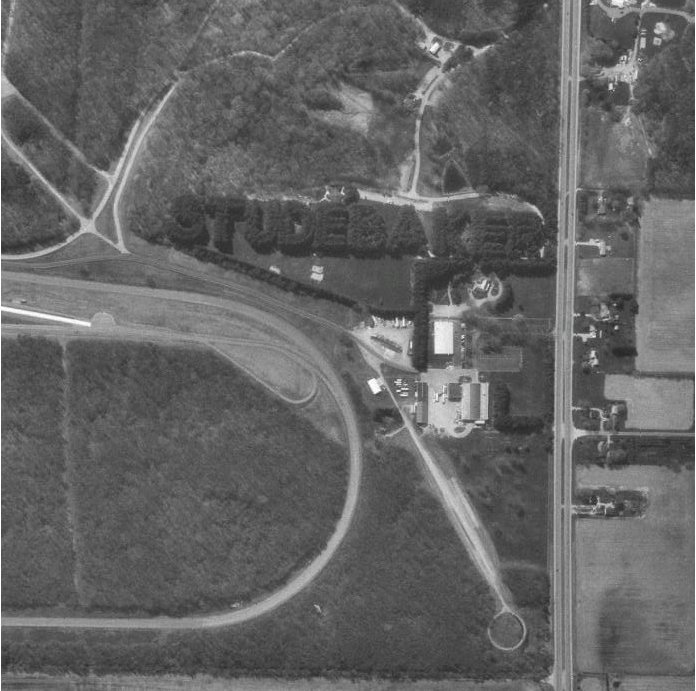
Le bosquet en forme du mot "Studebaker".

Fin décembre 2004, le bosquet « Studebaker », reconnu comme l'une des plus grandes publicités vivantes au monde et inscrit au registre national des lieux historiques, a été gravement endommagé lors d'une tempête de verglas pendant la semaine de Noël. Cependant, le bosquet persiste ; en 2011, une subvention a été accordée pour sa gestion et sa préservation à long terme, en 2012, un plan de gestion a été complété. Des arbres morts ou malades ont été enlevés en 2013 et 2014, et des volontaires ont planté de jeunes arbres en remplacement entre le 15 avril et le 19 avril 2015,.